# Els condemnats (obra de teatre)
Els condemnats és una obra de teatre tràgica de Baltasar Porcel publicada el 1959 a Palma per l'Editorial Daedalus. Es va estrenar a Lo Rat Penat de València) el 5 de març del 1960.

## Història
Baltasar Porcel donà com a versió definitiva la segona edició d'aquesta obra. Es tracta, doncs, d'una tragèdia en dos actes (en la primera versió en tenia tres) i amb nou personatges (respecte dels vint de la primera versió). Malgrat aquestes modificacions, el bessó del contingut és el mateix: a la tragèdia, de clara influència sartriana, s'hi explica la història de Simó Gayà, un contrabandista cínic i frustrat que, cansat de viure, pressiona la família perquè el matin. La família, desunida, rancorosa i pessetera, el mata, pensa que si s'alliberen d'ell seran rics. Tanmateix, el testament del protagonista els condemna a viure junts a la mateixa casa d'un poble mallorquí i sense poder sortir-ne, si no és en ocasions excepcionals. L'ambient que es crea en l'obra és ofegant, i a això s'ha d'afegir el fet que l'acció transcorre en un sol dia: de les vuit del vespre fins a les deu del matí del Dia dels Morts.

## Significació
Els condemnats és la primera obra teatral que va escriure Baltasar Porcel. La redactà l'octubre de 1958 i, pocs mesos després, obtingué el premi Bartomeu Ferrà de Teatre dels Premis Ciutat de Palma d'aquell mateix any. Posteriorment, el 1961, la peça fou guardonada amb el premi Faula de Sóller.
Es tracta d'una obra clau en l'evolució del teatre català de postguerra, atès que s'hi planteja la ruptura amb el passat, amb un món que s'entenia caduc, en consonància amb les grans transformacions socioeconòmiques, ideològiques i culturals de l'època. Així, per posar només alguns exemples, l'obra beu de les teories dels grans autors europeus del moment, com Sartre, i planteja la necessitat de subvertir els límits castradors de la llibertat que suposen nuclis com el de la família. Precisament per aquest motiu, despertà molt d'interès entre els grups de teatre de cambra independents i, a part de muntar-se a Mallorca, es dugué a escena abans a València i a Barcelona, entre d'altres poblacions.
La primera edició de l'obra, que és de 1959, disposa d'un pròleg de Llorenç Villalonga i es publicà a l'Editorial Moll. L'any 1965 s'edità, dins el volum Teatre de l'Editorial Daedalus i amb un pròleg de Joaquim Molas, la versió de l'obra que Baltasar Porcel donà per definitiva, la mateixa que el 1997 passà a formar part del setè volum de les Obres completes de l'autor.